# ملعب علي سامي ين
ملعب علي سامي ين هو ملعب كرة قدم يقع في أسطنبول تركيا. افتتح الملعب في سنة 1945 و يسع الملعب لجلوس 24 ألف متفرج. يعتبر الملعب الرسمي الذي يخوض فيه نادي غلاطا سراي مبارياته لغاية 2011.